# Fukai Masaki
Masaki Fukai (sinh ngày 13 tháng 9 năm 1980) là một cầu thủ bóng đá người Nhật Bản.

## Sự nghiệp câu lạc bộ
Masaki Fukai đã từng chơi cho Kashima Antlers, Albirex Niigata, Nagoya Grampus, JEF United Chiba, V-Varen Nagasaki và SC Sagamihara.